# Etude Ramat Gan
Etude Ramat Gan (hebr. אטיוד), funkcjonujący także pod nazwą Maccabi Etude Ramat Gan (hebr. מכבי אטיוד) – izraelski klub szachowy z siedzibą w Ramat Gan.

## Historia
Klub został założony w 2004 roku. W 2022 roku klub zadebiutował w Lidze Leumit, uzyskując wówczas siódme miejsce. W następnym sezonie pierwsza drużyna zajęła czwarte miejsce w lidze. Ponadto w Lidze Leumit zadebiutowała wówczas drużyna „B” Etude, która ukończyła rozgrywki na ósmym miejscu. W 2024 roku drużyna „A” spadła z ligi, a zespół „B” zajął siódmą pozycję. Również w 2024 roku klub zadebiutował w Pucharze Europy. Izraelski zespół wygrał wówczas z Aarhus SK/Skolerne, Gambitem Bonnevoie I, Crveną zvezdą i Wood Green Chess Club, a przegrał z SuperChess Club, Vüqarem Həşimovem i Beer Sheva Chess Club i w końcowej klasyfikacji zajął 25. miejsce.
Zawodnikami klubu byli m.in. Daniel Dardha, Hans Niemann, Paulius Pultinevičius i Ram Soffer.